# Mike Radja
Mike Radja (* 7. März 1985 in Yorkville, Illinois) ist ein ehemaliger US-amerikanischer Eishockeyspieler, der im Verlauf seiner aktiven Karriere zwischen 2002 und 2017 unter anderem über 220 Spiele in der American Hockey League (AHL) und ECHL auf der Position des Centers bestritten hat. Darüber hinaus verbrachte Radja eine Spielzeit bei den Augsburger Panthern in der Deutschen Eishockey Liga (DEL).

## Karriere
Mike Radja begann seine Karriere als Eishockeyspieler bei den Waterloo Black Hawks, für die er von 2002 bis 2004 in der Juniorenliga United States Hockey League (USHL) aktiv war und mit denen er in der Saison 2003/04 die Meisterschaft in Form des Clark Cup gewann. Anschließend besuchte der Center vier Jahre lang die University of New Hampshire und spielte für deren Eishockeymannschaft in der National Collegiate Athletic Association (NCAA), ehe er gegen Ende der Saison 2007/08 für die Syracuse Crunch aus der American Hockey League (AHL) sein Debüt im professionellen Eishockey gab. Nachdem er die Saison 2008/09 bei den Fresno Falcons in der ECHL begonnen hatte, spielte er den Großteil des Jahres für die Rockford IceHogs in der AHL.
Die Saison 2009/10 begann Radja in der finnischen SM-liiga bei TPS Turku. Diesen verließ er nach 25 Spielen und verbrachte die restliche Spielzeit bei seinem Ex-Klub Syracuse Crunch und den Bridgeport Sound Tigers in der AHL. Für die folgende Spielzeit wurde er von den Augsburger Panthern aus der Deutschen Eishockey Liga (DEL) verpflichtet. Auch dort blieb der US-Amerikaner nur ein Spieljahr, ehe er in die Vereinigten Staaten zurückkehrte. Es folgte eine Saison bei den Elmira Jackals in der ECHL, die ihn im Saisonverlauf an die Binghamton Senators, Peoria Rivermen und Houston Aeros aus der AHL ausliehen.
Nach dieser Spielzeit zog es Radja im Sommer 2012 nach Asien, wo er zunächst zwei Jahre beim japanischen Klub Nippon Paper Cranes in der Asia League Ice Hockey (ALIH) verbrachte. Mit der Mannschaft gewann er im Frühjahr 2014 die Meisterschaft der Liga. Nach dem Erfolg wechselte er für die Saison 2014/15 zum südkoreanischen Ligakonkurrenten High1, bevor der Stürmer die Spielzeit 2015/16 bei den Belfast Giants in der britischen Elite Ice Hockey League (EIHL) verbrachte. Danach unterschrieb Radja im Sommer 2016 wieder einen Vertrag bei den Elmira Jackals in der ECHL. Er blieb bei dem Franchise allerdings nur bis zum Jahreswechsel 2016/17, ehe er den Rest der Saison beim südkoreanischen ALIH-Teilnehmer Anyang Halla zu Ende brachte. Im Sommer 2017 beendete der 32-jährige US-Amerikaner seine aktive Karriere.

## Erfolge und Auszeichnungen
| - 2004 Clark-Cup-Gewinn mit den Waterloo Black Hawks - 2008 Hockey East First All-Star Team - 2008 NCAA East First All-American Team | - 2014 Asia-League-Meisterschaft mit den Nippon Paper Cranes - 2014 Asia League First All-Star Team - 2017 Asia-League-Meisterschaft mit Anyang Halla |

## Karrierestatistik
(Legende zur Spielerstatistik: Sp oder GP = absolvierte Spiele; T oder G = erzielte Tore; V oder A = erzielte Assists; Pkt oder Pts = erzielte Scorerpunkte; SM oder PIM = erhaltene Strafminuten; +/− = Plus/Minus-Bilanz; PP = erzielte Überzahltore; SH = erzielte Unterzahltore; GW = erzielte Siegtore; 1 Play-downs/Relegation; Kursiv: Statistik nicht vollständig)